# Far til fire med fuld musik
Far til fire med fuld musik er en dansk familiefilm fra 1961 instrueret af Alice O'Fredericks og Robert Saaskin efter manuskript af Jon Iversen og selvsamme Alice O'Fredericks. Far til fire med fuld musik er den ottende og sidste i den oprindelige Far til fire-serie.
I filmen medvirker fodboldspilleren Harald Nielsen, der bliver forelsket i Mie, spillet af Rudi Hansen. I det virkelig liv blev de rent faktisk gift med hinanden i 1963.

## Medvirkende
- Karl Stegger – (Far)
- Hanne Borchsenius – (Søs)
- Otto Møller Jensen – (Ole)
- Rudi Hansen – (Mie)
- Ole Neumann – (Lille Per)
- Peter Malberg – (Onkel Anders)
- Agnes Rehni – (Fru Sejersen)
- Ib Mossin - (Peter)
- Harald Nielsen
- Einar Juhl
- Kirsten Passer
- Jørgen Buckhøj
- Gunnar Lemvigh
- Ove Rud
- Torsten Fønss
- Leo Randrup Knudsen
- Kristian Pommer

## Trivia
- På fodboldbanen taler Harald Nielsen selv, men i den scene, hvor han og Mie mødes i bussen, blev han dubbet af Ib Mossin.
- Mie møder Harald i bus 188 på Strandvejen.￼